# Francisco López de Gómara
Francisco López de Gómara (ur. 1510, zm. 1566) – hiszpański kronikarz.

## Życiorys
Pochodził z Sewilli. Studiował na Uniwersytecie  Alcalá. Był kronikarzem Hernána Cortésa podbojów hiszpańskich. Sam nigdy nie towarzyszył Cortezowi a nawet nigdy nie był w Ameryce. Wiadomości czerpał z pierwszej ręki od powracających innych konkwistadorów.  Napisał apologetyczne dzieło pt. Historia general de las Indias które zostało wydane w 1552 roku.